# Europese Challenge Tour 2012
De Europese Challenge Tour had in 2012 28 toernooien op de agenda.
Achter de naam van de speler staat het totaal aantal overwinningen van die speler op de Challenge Tour, inclusief die overwinning.
| Start | Toernooi                             | Land           | Winnaar                | OWGR punten | Info                           |
| ----- | ------------------------------------ | -------------- | ---------------------- | ----------- | ------------------------------ |
| 13-01 | Gujarat Kensville Challenge          | India          | Maximilian Kieffer (1) | 12          |                                |
| 08-03 | Pacific Rubiales Colombia Classic    | Colombia       | Phillip Archer (3)     | 12          |                                |
| 29-03 | Barclays Kenya Open                  | Kenia          | Seve Benson (3)        | 12          |                                |
| 10-05 | Allianz Open Côtes d'Armor Bretagne  | Frankrijk      | Eddie Pepperell (1)    | 12          |                                |
| 10-05 | Madeira Islands Open                 | Portugal       | Ricardo Santos (2)     | 18          | telt ook voor de Europese Tour |
| 24-05 | Telenet Trophy                       | België         | Marco Crespi (1)       | 12          |                                |
| 31-05 | Fred Olsen Challenge de España       | Spanje         | Eduardo de la Riva (1) | 12          |                                |
| 07-06 | Kärnten Golf Open                    | Oostenrijk     | Gary Stal (1)          | 12          |                                |
| 14-06 | Saint-Omer Open                      | Frankrijk      | Darren Fichardt        | 18          | telt ook voor de Europese Tour |
| 21-06 | Scottish Hydro Challenge             | Schotland      | Sam Walker (3)         | 12          |                                |
| 27-06 | Challenge Provincia di Varese        | Italië         | Raymond Russell (1)    | 12          | Nieuw toernooi                 |
| 05-07 | The Princess                         | Zweden         | geannuleerd            | =           |                                |
| 12-07 | Credit Suisse Challenge              | Zwitserland    | Gary Stal (2)          | 12          |                                |
| 19-07 | Double Tree by Hilton Acaya Open     | Italië         | Espen Kofstad (1)      | 12          |                                |
| 26-07 | English Challenge                    | Engeland       | Chris Paisley (1)      | 12          |                                |
| 02-08 | Finnish Challenge                    | Finland        | Kristoffer Broberg (1) | 12          |                                |
| 9-08  | Norwegian Challenge                  | Noorwegen      | Kristoffer Broberg (2) | 12          |                                |
| 15-08 | ECCO Tour Championship               | Denemarken     | Alessandro Tadini (4)  | 12          |                                |
| 22-08 | Rolex Trophy                         | Zwitserland    | Kristoffer Broberg (3) | 12          | Pro-Am                         |
| 30-08 | Allianz Open de Strasbourg           | Frankrijk      | geannuleerd            | =           |                                |
| 06-09 | M2M Russian Challenge Cup            | Rusland        | Alexandre Kaleka (2)   | 12          |                                |
| 13-09 | Kazakhstan Open                      | Kazachstan     | Scott Henry (1)        | 12          |                                |
| 20-09 | Allianz Golf Open Toulouse Metropole | Frankrijk      | Julien Brun (Am)       | 12          |                                |
| 27-09 | Challenge de Cataluna                | Spanje         | Brooks Koepka (1)      | 12          |                                |
| 04-10 | Open de Lyon                         | Frankrijk      | Chris Doak (1)         | 12          |                                |
| 11-10 | D+D Real Czech Challenge Open        | Czech Republic | Andreas Hartø (3)      | 12          |                                |
| 18-10 | Crowne Plaza Copenhagen Challenge    | Denemarken     | Kristoffer Broberg (4) | 12          |                                |
| 24-10 | Apulia San Domenico Grand Final      | Italië         | Espen Kofstad (2)      | 16          |                                |

## Order of Merit
| Rang | Speler             | Prijzengeld (€) |
| ---- | ------------------ | --------------- |
| 1    | Espen Kofstad      | 131.099         |
| 2    | Kristoffer Broberg | 126.508         |
| 3    | Andreas Hartø      | 121.999         |
| 4    | Joachim B Hansen   | 120.085         |
| 5    | Gary Lockerbie     | 117.482         |